# Elisabethiella bergi
Elisabethiella bergi är en stekelart som beskrevs av Wiebes 1989. Elisabethiella bergi ingår i släktet Elisabethiella och familjen fikonsteklar. Inga underarter finns listade i Catalogue of Life.